# Stephen Hunter (acteur)
Pour les articles homonymes, voir Stephen Hunter et Hunter.
Stephen Hunter, né le 28 octobre 1968 à Wellington, est un acteur néo-zélandais.

## Biographie
Il est basé actuellement à Sydney, en Australie. Il est surtout connu pour avoir joué le nain Bombur dans la série de films Le Hobbit.

## Filmographie

### Cinéma
- 1995 : Ladies Night : Graeme
- 2012 : Le Hobbit : Un voyage inattendu : Bombur
- 2013 : Le Hobbit : La Désolation de Smaug : Bombur
- 2013 : Ca$h Cow: A 63% True Story : Ken
- 2014 : Le Hobbit : La Bataille des Cinq Armées : Bombur

### Télévision
- 2002 : Street Legal (en) : Stan (1 épisode)
- 2003 : Mercy Peak : le fermier (1 épisode)
- 2005-2008 : All Saints : Scott Griffith et James Kader (3 épisodes)
- 2006 : Love My Way : Sharpie (5 épisodes)
- 2009 : CJ the DJ : Si
- 2010 : Review with Myles Barlow : Kyle Sandilands (1 épisode)
- 2010 : Spirited : Larry (1 épisode)
- 2011 : Rescue Special Ops : Kendrick Whaley (1 épisode)
- 2014 : Field Punishment No.1 : Aussie Bill